# Glaresis phoenicis
Glaresis phoenicis es una especie de coleóptero de la familia Glaresidae.

## Distribución geográfica
Habita en Arizona  y Texas en (Estados Unidos).